# القائمة السوداء ( الموسم الثامن )
صدر الموسم الثامن من مسلسل الجريمة والإثارة التلفزيوني الأمريكي The Blacklist في 20 فبراير 2020. حيث عرض الموسم لأول مرة على الإطلاق بتاريخ 13 نوفمبر 2020.
إنتاج المسلسل يستمر بواسطة دافيس انترتينمانت ويونيرفراسل تيليفيجن وSony Pictures Television ، والمدير التنفيذي من إنتاج جون بوكينكامب وجون ديفيس وجون إيسندراث وجون فوكس وجو كارناهان.

## الممثلين

### فريق التمثيل الرئيسي
- جيمس سبادر في دور ريمون ريدنجتون «ريد»
- ميغان بون بدور إليزابيث كين
- دييجو كلاتنهوف في دور دونالد ريسلر
- هاري لينكس بدور هارولد كوبر
- أمير أريسون بدور آرام مجتباي
- لورا سون بدور ألينا بارك
- هشام توفيق بدور دمبي زوما

### ممثلين تكرروا
- ليلى روبينز في دور كاتارينا روستوفا
- ريج روجرز مثل نيفيل تاونسند
- رون رينز في دور دومينيك ويلكينسون
- كيسيا لويس بدور Esi Jackson
- ديردري لوفجوي بدور سينثيا باناباكير
- لاشانز بدور آن
- دوم

### أبرز الضيوف
- هيوي لويس بدور هيوي لويس
- لافيرن كوكس مثل د.لكن بيريلوس [3]
- سوزان بلوميرت بدور السيد «كيت» كابلان

== الحلقات
22 ==

## روابط خارجية
- The Blacklist  في قاعدة بيانات الأفلام على الإنترنت (بالإنجليزية)